# 290 p.n.e.
| [ Edytuj tabelę ] |                                                                        |
| Król Bitynii      | - 297 p.n.e. Zipojtes 279 p.n.e.                                       |
| Władca Chin       | - 315 p.n.e. Nanwang 256 p.n.e.                                        |
| Władca Egiptu     | - 323 p.n.e. Ptolemeusz I Soter 282 p.n.e.                             |
| Król Epiru        | - 297 p.n.e. Pyrrus 272 p.n.e.                                         |
| Tyran Heraklei    | - 301 p.n.e. Oksatres 284 p.n.e. - 301 p.n.e. Klearchos II 284 p.n.e.  |
| Król Ilirii       | - 295 p.n.e. Monunios I 280 p.n.e.                                     |
| Król Magadhy      | - 300 p.n.e. Bindusara 273 p.n.e.                                      |
| Król Macedonii    | - 294 p.n.e. Demetriusz I Poliorketes 285 p.n.e.                       |
| Dyktator Rzymu    | - 291 p.n.e. Appiusz Klaudiusz 285 p.n.e.                              |
| Władca Seleucydów | - 312 p.n.e. Seleukos I Nikator 281 p.n.e.                             |
| Król Sparty       | - 309 p.n.e. Arajos I 265 p.n.e. - 305 p.n.e. Archidamos IV 275 p.n.e. |
| Król Syngalezów   | - 307 p.n.e. Devanampiya Tissa 267 p.n.e.                              |
| Tyran Syrakuz     | - 317 p.n.e. Agatokles 289 p.n.e.                                      |
| Król Tracji       | - 300 p.n.e. Kotys II 280 p.n.e.                                       |

Rok 290 p.n.e.
stulecia: IV wiek p.n.e. ~
III wiek p.n.e. ~
II wiek p.n.e.

lata: 300 p.n.e. «
294 p.n.e. «
293 p.n.e. «
292 p.n.e. «
291 p.n.e. «
290 p.n.e. »
289 p.n.e. »
288 p.n.e. »
287 p.n.e. »
286 p.n.e. »
280 p.n.e.

## Wydarzenia
- Trzecia wojna samnicka zakończyła się zwycięstwem Rzymu, który opanował centralną Italię.
- Kult egipskiego boga Serapisa upowszechnił się w świecie greckim (data przybliżona).

## Urodzili się
- Hamilkar Barkas, kartagiński wojskowy, ojciec Hannibala

## Zmarli
- „Człowiek z Grauballe”
- Megastenes, grecki geograf i podróżnik (ur. 350 p.n.e.)